# ويليام موراي (سياسي أمريكي)
ويليام موراي (بالإنجليزية: William Murray)‏ هو سياسي أمريكي، ولد في 1 أكتوبر 1803، وتوفي في 25 أغسطس 1875. حزبياً، نشط في الحزب الديمقراطي والحزب الجمهوري. وقد انتخب عضو مجلس النواب الأمريكي.